# Professor van Dusen
Professor van Dusen (eigentlich Professor Dr. Dr. Dr. Augustus van Dusen, auch Die Denkmaschine) ist die Hauptfigur einer Reihe von Kurzgeschichten und eines Romans des Schriftstellers Jacques Futrelle (dort: Professor Augustus S. F. X. van Dusen).
Der Autor Michael Koser schrieb auf Basis der Kurzgeschichten und Figuren von Jacques Futrelle Hörspiele. Die Hörspiele wurden unter dem Namen Professor Dr. Dr. Dr. Augustus van Dusen als eine 77-teilige Hörspielserie zwischen 1978 und 1999 erst vom RIAS und später vom Deutschlandradio produziert und ausgestrahlt. Die Hörspiele werden seit 2010 von Highscore Music in einer digital remasterten Version veröffentlicht. Seit Dezember 2020 stellt Deutschlandfunk Kultur die Radio-Hörspiele mit je einer Folge pro Monat dauerhaft online. Die Folge 55 Professor van Dusen und der Mord im Club ist davon ausgenommen und ist nicht in der ARD Audiothek verfügbar, da in der Episode mehrmals das diskriminierende N-Wort gesagt wird.
Seit 2015 werden neue Folgen mit dem Zusatz Die neuen Fälle produziert, bis 2019 unter der Mitwirkung des ursprünglichen Autors Michael Koser, obwohl dieser zuvor mehrfach neue Folgen ausgeschlossen hatte.
Abgesehen davon erscheinen seit 2010 verschiedene selbstständige Professor-van-Dusen-Fälle im Rahmen der Hörspielserie Sherlock Holmes & Co vom Verlag Romantruhe und seit 2020 eine eigenständige Hörspielserie unter dem Titel Die Denkmaschine. Die enigmatischen Fälle des Prof. Augustus S.F.X. van Dusen von Winterzeitstudios.
Zu einigen Hörspielen, die Michael Koser schrieb, existieren auch Comic-Adaptionen.

## Professor van Dusen bei Jacques Futrelle
Professor Augustus S. F. X. van Dusen ist eine fiktive Figur, die von Jacques Futrelle erschaffen wurde und die Hauptfigur eines Romans und mehrerer Kurzgeschichten ist.

### Roman
- The Chase of the Golden Plate (1906)

### Kurzgeschichten
1. The Problem of Dressing Room A. Associated Sunday Magazines (z. B. (Minneapolis) Sunday Journal), 2. September 1906
2. The Problem of the Auto Cab. Associated Sunday Newspapers (z. B. (Washington) Evening Star), 14. April 1907
3. The Problem of the Broken Bracelet
4. The Brown Coat
5. The Case of the Life Raft
6. The Case of the Mysterious Weapon
7. The Case of the Scientific Murderer
8. Convict #97
9. The Problem of The Cross Mark
10. The Crystal Gazer. Associated Sunday Magazines (z. B. Minneapolis Journal), 23. September 1906, als 'The Problem of the Crystal Gazer'
11. The Disappearance of Baby Blake
12. The Deserted House. Associated Sunday Magazines (z. B. Washington Evening Star), 7. Juli 1907, als 'Parable of the Deserted House'
13. The Fatal Cipher. Associated Sunday Magazines (z. B. New York Tribune), 3. Februar 1907, als 'The Thinking Machine Looks into the Cipher Message'
14. The Flaming Phantom (Hatch soll ein "Spukhaus", in dem ein flammender Geist jegliche Eindringlinge verjagt, untersuchen, aber er muss van Dusen um Unterstützung bitten)
15. The Ghost Woman
16. The Golden Dagger
17. The Great Auto Mystery
18. The Green Eyed Monster. Associated Sunday Magazines (z. B. Minneapolis Journal), 28. Oktober 1906
19. The Haunted Bell. The Saturday Evening Post, 17. November 1906
20. The House That Was (zweiter Teil einer unter dem Titel "The Grinning God" veröffentlichten Geschichte; May Futrelle schrieb Teil eins, "Wraiths of the Storm")
21. The Problem of The Hidden Million
22. The Interrupted Wireless
23. The Jackdaw Girl
24. The Knotted Cord
25. The Leak
26. The Lost Radium (spielt in einem Labor der fiktiven "Yarvard University", eine Schöpfung aus Yale und Harvard). Associated Sunday Magazines (z. B. Minneapolis Journal), 7. Oktober 1906, als 'The Problem of the Lost Radium'
27. The Man Who Was Lost
28. The Missing Necklace. Associated Sunday Magazines (z. B. Minneapolis Journal), 21. Oktober 1906, als 'The Problem of the Missing Necklace'
29. The Motor Boat. Associated Sunday Magazines (z. B. Minneapolis Journal), 9. September 1906, als 'The Problem of the Motor Boat'
30. The Mystery of a Studio
31. The Mystery of Room 666
32. The Opera Box. Associated Sunday Magazines (z. B. Minneapolis Journal), 14. Oktober 1906, als 'The Problem of the Opera Box'
33. The Organ Grinder
34. A Perfect Alibi. Associated Sunday Magazines (z. B. Minneapolis Journal), 4. November 1906, als 'The Perfect Alibi'
35. The Phantom Motor. Associated Sunday Magazines (z. B. Minneapolis Journal), 11. Oktober 1906, als 'The Phantom Auto'
36. A Piece of String. Associated Sunday Magazines (z. B. Minneapolis Journal), 16. September 1906
37. Prince Otto
38. The Private Compartment
39. The Problem of Cell 13 (Van Dusen wird herausgefordert, innerhalb einer Woche aus einer Todeszelle auszubrechen; Hatch veröffentlicht dies in der Zeitung)
40. The Ralston Bank Burglary
41. The Red Rose
42. The Roswell Tiara. Associated Sunday Magazines (z. B. Minneapolis Journal), 30. September 1906
43. The Scarlet Thread
44. The Silver Box (Ein Geschäftsmann, dessen Geschäftsgeheimnisse von einem geschlossenen Büro aus immer direkt einem Konkurrenten mitgeteilt werden, bittet van Dusen um Hilfe)
45. The Problem of The Souvenir Cards
46. The Problem of The Stolen Rubens
47. The Superfluous Finger (Ein Arzt kommt zu van Dusen mit einem ethischen Problem: eine Frau möchte einen gesunden kleinen Finger amputiert haben, sagt aber nicht, warum). Associated Sunday Magazines (z. B. Minneapolis Journal), 25. November 1906
48. The Thinking Machine Investigates
49. The Three Overcoats
50. The Problem of The Vanishing Man
51. The Yellow Diamond Pendant

### Sammlungen
- The Thinking Machine (1907)
- The Thinking Machine on the Case (1908)
- Best "Thinking Machine" Detective Stories (1973), edited by E. F. Bleiler
- Great Cases of the "Thinking Machine" (1976), edited by E. F. Bleiler
- Jacques Futrelle's Thinking Machine (2003), edited by Harlan Ellison 21 stories
- The Great Thinking Machine: "The Problem of Cell 13" and Other Stories (2018) (Dover Mystery Classics) 12 stories

## Professor Dr. Dr. Dr. Augustus van Dusen
Professor van Dusen ist Hauptfigur und damit Namensgeber einer 77-teiligen Hörspielserie, die von 1978 bis 1999 zuerst vom RIAS, später vom Deutschlandradio produziert und ausgestrahlt wurde.

### Figuren

#### Prof. van Dusen
Die Figur des Prof. Dr. Dr. Dr. Augustus van Dusen (bei Futrelle: Augustus S. F. X. Van Dusen), genannt Die Denkmaschine, geboren am 2. März 1846, wurde um 1900 von dem amerikanischen Schriftsteller Jacques Futrelle erfunden. Van Dusen verkörpert den Inbegriff des modernen Wissenschaftlers zu Beginn des 20. Jahrhunderts, der eine Passion für das Aufklären von verzwickten Kriminalfällen hegt. In Deutschland wurde die Figur vor allem durch die Radio-Hörspiele von Michael Koser im Berliner RIAS (ab 1994: Deutschlandradio Berlin) bekannt. Nur ein kleiner Teil dieser Fälle baut auf den Erzählungen von Futrelle auf; die restlichen Fälle entstammen Michael Kosers eigener Feder. Die Hauptrolle wurde in allen 79 Hörspielfolgen (77 Folgen, davon zwei Zweiteiler) von Friedrich W. Bauschulte (1923–2003) gesprochen.

#### Hutchinson Hatch
Hutchinson Jefferson Hatch Jr. wurde von Jacques Futrelle erschaffen. Er ist kriminalistischer Assistent, Begleiter, Chronist und Freund von Professor van Dusen. In zahlreichen Kriminalfällen steht er dem großen Amateurkriminologen zur Seite. Von Futrelle anfangs nur als Nebenfigur eingeführt, nimmt die Bedeutung der Figur bei Michael Koser, der einige der ursprünglichen Erzählungen für den Rundfunk bearbeitete und auch viele eigene Hörspiele geschaffen hat, stark zu. Hutchinson Hatch übernimmt die Funktion des Erzählers und des Fragenden. Sprecher in allen Hörspielfolgen war Klaus Herm (1925–2014).

### Gastsprecher
In jedem Hörspiel sind ein oder mehrere Gastsprecher zu hören, darunter: Hubertus Bengsch, Detlef Bierstedt, Lothar Blumhagen, Horst Bollmann, Susanna Bonasewicz, Christian Brückner, Hans-Werner Bussinger, Wolfgang Condrus, Gerd Duwner, Hermann Ebeling, Peter Fitz, Gudrun Genest, Heinz Giese, Brigitte Grothum, Till Hagen, Edith Hancke, Hans Peter Hallwachs, Monika Hansen, Beate Hasenau, Herbert Herrmann, Martin Hirthe, Klaus Jepsen, Joachim Kerzel, Reinhard Kolldehoff, Helmut Krauss, Maren Kroymann, Ulrike Krumbiegel, Tilly Lauenstein, Helga Lehner, Regina Lemnitz, Claudio Maniscalco, Arnold Marquis, Max Volkert Martens, Peter Matić, Otto Mellies, Klaus Miedel, Edgar Ott, Katja Riemann, Christian Rode, Liane Rudolph, Otto Sander, Peter Schiff, Gunter Schoß, Hans Teuscher, Jürgen Thormann, Eric Vaessen, Herbert Weißbach, Harry Wüstenhagen, Franciska Friede und viele andere.

### Folgen
Die nachfolgende Auflistung zeigt neben der chronologischen Reihenfolge der Produktion sowie der CD-Veröffentlichung von Folgenreich/Highscore Music auch die chronologische Reihenfolge der Fälle, die zwischen den Jahren 1898 und 1912 angesiedelt sind.
| Nr. (Produktion) | Nr. (CDs) | Nr. (Fälle) | Zeitrahmen der Handlung       | Titel                                                             | Produktion | CD-VÖ      |
| ---------------- | --------- | ----------- | ----------------------------- | ----------------------------------------------------------------- | --- | ---------- |
| 01               | 01        | 14          |                               | Eine Unze Radium Original: The Lost Radium                        | RIAS 1978 | 22.10.2010 |
| 02               | 02        | 03          | 17. bis 24.04.1899            | Das sicherste Gefängnis der Welt Original: The Problem of Cell 13 | RIAS 1978 | 22.10.2010 |
| 03               | 03        | 16          | 01. bis 03.07.1902            | Mord bei Gaslicht Original: The Scarlet Thread                    | RIAS 1979 | 22.10.2010 |
| 04               | 04        | 22          | 20. bis 22.09.1902            | Der Mann, der seinen Kopf verlor Original: The Man Who Was Lost   | RIAS 1979 | 22.10.2010 |
| 05               | 05        | 25          |                               | Stirb schön mit Shakespeare Original: A Dressing Room             | RIAS 1979 | 07.10.2011 |
| 06               | 06        | 27          | Ab dem 07.05.1903             | Die Perlen der Kali                                               | RIAS 1979 | 13.01.2012 |
| 07               | 07        | 31          | Ab dem 07.07.1903             | Whisky in den Wolken                                              | RIAS 1979 | 13.04.2012 |
| 08               | 08        | 34          | 09. bis 13.09.1903            | Wettbewerb der Detektive                                          | RIAS 1979 | 13.07.2012 |
| 09               | 09        | 37          | Am 16.11.1903                 | Ein Mörder bei Madame Tussaud                                     | RIAS 1979 | 17.05.2013 |
| 10               | 10        | 42          | Ab dem 08.02.1904             | Lebende Bilder – Toter Mann                                       | RIAS 1979 | 15.11.2013 |
| 11               | 11        | 01          | März 1898                     | Van Dusens erster Fall Original: The Motor Boat                   | RIAS 1979 | 05.09.2014 |
| 12               | 12        | 47          | 02. und 03.04.1904            | Stimmen aus dem Jenseits                                          | RIAS 1980 | 06.03.2015 |
| 13               | 13        | 48          | Mitte Mai 1904                | Wer stirbt schon gern in Monte Carlo                              | RIAS 1980 | 20.04.2017 |
| 14               | 14        | 51          | 07. bis 09.06.1904            | Rotes Blut und weißer Käse                                        | RIAS 1980 | 23.06.2017 |
| 15               | 15        | 53          | 21. bis 26.06.1904            | Zocker, Zossen und Zinnober                                       | RIAS 1980 | 18.08.2017 |
| 16               | 16        | 56          | 20. bis 24.07.1904            | Duell der Giganten                                                | RIAS 1980 | 20.10.2017 |
| 17               | 17        | 61          | September 1904 bis 04.10.1904 | Das Gefängnis des Grafen Dracula                                  | RIAS 1980 | 01.12.2017 |
| 18               | 18        | 63          | 10. bis 12.11.1904            | Im Harem sitzen heulend die Eunuchen                              | RIAS 1981 | 09.02.2018 |
| 19               | 19        | 66          | 12. bis 15.01.1905            | Der Fluch des Pharao                                              | RIAS 1981 | 01.06.2018 |
| 20               | 20        | 69          | 29.03. bis 01.04.1905         | Hatch will heiraten                                               | RIAS 1981 | 11.08.2018 |
| 21               | 21        | 71          | 25. und 26.05.1905            | Der Kopfjäger von Singapur                                        | RIAS 1981 | 17.04.2020 |
| 22               | 22        | 73          | Am 30.11.1905                 | Doktor Tschu Man Fu                                               | RIAS 1981 | 24.07.2020 |
| 23               | 23        | 74          | 12.12.1905 bis 01.01.1906     | Robinsons Insel                                                   | RIAS 1981 | 14.08.2020 |
| 24               | 24        | 78          | 14.03. bis 18.04.1906         | Die Erde hat ihn wieder                                           | RIAS 1982 | 16.10.2020 |
| 25               | 25        | 23          | November 1902                 | Professor van Dusen und der Zirkusmörder                          | RIAS 1982 | 18.12.2020 |
| 26               | 26        | 43          | März 1904                     | Professor van Dusen rettet die Venus von Milo                     | RIAS 1982 | 19.02.2021 |
| 27               | 27        | 72          | 20.09 bis 01.10.1905          | Professor van Dusen und der schreckliche Schneemensch             | RIAS 1982 | 16.04.2021 |
| 28               | 28        | 60          | 25 bis 28.08.1904             | Professor van Dusen auf dem Hochseil                              | RIAS 1983 | 18.06.2021 |
| 29               | 29        | 52          | 13. bis 18.06.1904            | Wo steckt Professor van Dusen?                                    | RIAS 1983 | 13.08.2021 |
| 30               | 30        | 32          | Ab dem 05.08.1903             | Professor van Dusen und der grundlose Mord                        | RIAS 1983 | 15.10.2021 |
| 31               | 31        | 46          | März 1904                     | Professor van Dusen gegen das Phantom                             | RIAS 1983 | 28.10.2022 |
| 32               | 32        | 26          | März 1903                     | Professor van Dusen und das Auge des Zyklopen                     | RIAS 1984 | 25.11.2022 |
| 33               | 33        | 67          | Ab dem 26.01.1905             | Professor van Dusen und der fliegende Teppich                     | RIAS 1984 | 16.12.2022 |
| 34               | 34        | 39          | Am 25.11.1903                 | Professor van Dusen hilft Scotland Yard                           | RIAS 1984 | 20.01.2023 |
| 35               | 35        | 70          | 03. bis 06.04.1905            | Professor van Dusen und der Schatz des Maharadschas               | RIAS 1984 | 17.02.2023 |
| 36               | 36        | 17          | Ab dem 08.07.1902             | Professor van Dusen im Wilden Westen                              | RIAS 1984 | 24.03.2023 |
| 37               | 37        | 21          | Ab dem 07.08.1902             | Professor van Dusen und der Vampir von Brooklyn                   | RIAS 1985 | 21.04.2023 |
| 38               | 38        | 55          | 11. bis 14.07.1904            | Professor van Dusen und die blutige Botschaft                     | RIAS 1985 | 19.05.2023 |
| 39               | 39        | 33          | Ab dem 10.08.1903             | Professor van Dusen auf der Hintertreppe                          | RIAS 1985 | 30.06.2023 |
| 40               | 40        | 38          | Am 22.11.1903                 | Schall und Rauch                                                  | RIAS 1986, Live-Hörspiel mit anschließender Diskussion vor Publikum mit Darstellern, Autor und RIAS-Redakteurin | 14.07.2023 |
| 41               | 41        | 54          | 01. und 02.07.1904            | Professor van Dusen trifft Kaiser Wilhelm                         | RIAS 1986 | 31.05.2024 |
| 42               | 42        | 62          | 13. bis 15.10.1904            | Dritte Runde für Professor van Dusen                              | RIAS 1986 | 28.06.2024 |
| 43               | 43        | 02          | Ab dem 31.10.1898             | Professor van Dusen und der Leichenräuber                         | RIAS 1986 | 26.07.2024 |
| 44               | 44        | 06          | Ab dem 11.04.1900             | Professor van Dusen und der Mafia-Mord                            | RIAS 1986 | 23.08.2024 |
| 45               | 45        | 10          | Februar 1901 bis 08.04.1901   | Professor van Dusen und die verschwundenen Millionäre             | RIAS 1986 | 21.09.2024 |
| 46               | 46        | 28          | Ab dem 28.05.1903             | Professor van Dusen und der schwarze Ritter                       | RIAS 1987 | 22.10.2024 |
| 47               | 47        | 68          | 10. bis 12.03.1905            | Professor van Dusen in Marokko                                    | RIAS 1987 | 25.11.2024 |
| 48               | 48        | 18          | 17.07.1902                    | Ein Dinosaurier für Professor van Dusen                           | RIAS 1987 | 24.12.2024 |
| 49               | 49        | 76          | 15. und 16.02.1906            | Professor van Dusen und der Fall Hatch                            | RIAS 1987 | 01.03.2025 |
| 50               | 50        | 77          | 01. und 02.03.1906            | Professor van Dusen und die sieben Detektive                      | RIAS 1988 | 29.03.2025 |
| 51               | –         | 04          | Ab dem 27.07.1899             | Professor van Dusen fährt Schlitten                               | RIAS 1988 | –          |
| 52               | –         | 29          | Am 06.06.1903                 | Professor van Dusen läßt die Sau raus                             | RIAS 1988 | –          |
| 53               | –         | 59          | 16. bis 19.08.1904            | Professor van Dusen fällt unter die Räuber                        | RIAS 1989 | –          |
| 54               | –         | 15          | 08. und 09.05.1902            | Im letzten Moment: Professor van Dusen                            | RIAS 1989 | –          |
| 55               | –         | 35          | Am 20.09.1903                 | Professor van Dusen und der Mord im Club                          | RIAS 1989 | –          |
| 56               | –         | 08          | 23. und 24.12.1900            | Professor van Dusen spielt Weihnachtsmann                         | RIAS 1989 | –          |
| 57               | –         | 57          | 27. und 28.07.1904            | Professor van Dusen sieht doppelt                                 | RIAS 1990 | –          |
| 58               | –         | 41          | Ab dem 04.02.1904             | Professor van Dusen und der dritte Mann                           | RIAS 1990 | –          |
| 59               | –         | 75          | 01. bis 26.01.1906            | Professor van Dusen auf dem Totenschiff                           | RIAS 1990 | –          |
| 60               | –         | 58          | 06. und 07.08.1904            | Professor van Dusen in geheimer Mission                           | RIAS 1990 | –          |
| 61               | –         | 65          | 14. bis 16.12.1904            | Professor van Dusen und das Geheimnis der Pyramide                | RIAS 1991 | –          |
| 62               | –         | 07          | Am 05.10.1900                 | Professor van Dusen besucht seine Bank                            | RIAS 1991 | –          |
| 63               | –         | 09          | Ab dem 06.01.1901             | Professor van Dusen treibt den Teufel aus                         | RIAS 1992 | –          |
| 64               | –         | 20          | 31.07.1902                    | Ohrenzeuge: Professor van Dusen                                   | RIAS 1992 | –          |
| 65               | –         | 30          | Am 04.07.1903                 | Augustus im Wunderland                                            | RIAS 1992 | –          |
| 66               | –         | 11          | Am 26.05.1901                 | Professor van Dusen beschwört einen Geist                         | RIAS 1992 | –          |
| 67               | –         | 24          | Am 14.11.1902                 | Es tickt bei Professor van Dusen                                  | RIAS 1993 | –          |
| 68               | –         | 05          | Ab dem 04.12.1899             | Professor van Dusen und das Gold von Mexiko                       | RIAS 1993 | –          |
| 69               | –         | 36          | Am 02.10.1903                 | Professor van Dusen und die schwarze Fünfpenski                   | RIAS 1993 | –          |
| 70               | –         | 19          |                               | Ufos über Professor van Dusen                                     | Deutschlandradio 1994                                                                                           | –          |
| 71               | –         | 44          | Ab 08.03.1904                 | Professor van Dusen und der Fall Zola (Teil 1)                    | Deutschlandradio 1994                                                                                           | –          |
| 72               | –         | 45          | März 1904                     | Professor van Dusen und der Fall Zola (Teil 2)                    | Deutschlandradio 1994                                                                                           | –          |
| 73               | –         | 12          | Am 07.09.1901                 | Professor van Dusen spielt das Mörderspiel                        | Deutschlandradio 1994                                                                                           | –          |
| 74               | –         | 40          | 27. und 28.12.1903            | Professor van Dusen und das Zeichen der Sieben                    | Deutschlandradio 1994                                                                                           | –          |
| 75               | –         | 49          | Am 29.11.1903 und 22.05.1904  | Professor van Dusen auf Hannibals Spuren (Teil 1)                 | Deutschlandradio 1995                                                                                           | –          |
| 76               | –         | 50          | 23. bis 27.05.1904            | Professor van Dusen auf Hannibals Spuren (Teil 2)                 | Deutschlandradio 1995                                                                                           | –          |
| 77               | –         | 13          | Ab dem 12.02.1902             | Professor van Dusen und das Phantom der Oper                      | Deutschlandradio 1996                                                                                           | –          |
| 78               | –         | 64          | 20. und 21.11.1904            | Professor van Dusen: Die Mauer muß weg                            | Deutschlandradio 1997                                                                                           | –          |
| 79               | –         | 79          | Ab dem 07.04.1912             | Professor van Dusens größter Fall                                 | Deutschlandradio 1999                                                                                           | –          |

### Geschichte
Den besten Überblick über die Hörspielserie Professor van Dusen geben vermutlich die einleitenden Worte des Regisseurs Rainer Clute zum Radio-Feature Der Fall van Dusen (Deutschlandradio 1999):

„Seit dem Start der heiteren historischen Krimireihe 1978 hat Michael Kosers Prof. Dr. Dr. Dr. August van Dusen, genialer Wissenschaftler und leidenschaftlicher Amateurkriminologe, mit seinem treuen Assistenten, Begleiter und Chronisten Hutchinson Hatch rund um die Welt für die Lösung unlösbarer Fälle gesorgt und dabei Jahr für Jahr eine ständig wachsende Hörergemeinde in Atem gehalten.“

„Samstag, 24. Juni 1978: der erste Hörspiel-Produktionstag des ersten Van-Dusen-Krimis! Ein Tag, auf den sich die ganze Energie der Beteiligten konzentrierte, denn bis die Produktion beginnen konnte, galt es viel zu regeln. Das Vorspiel der geplanten Reihe verlief eher schleppend. Michael Koser, Autor dieser Hörspielreihe, fand keinen großen Anklang in der Hörspiel-Dramaturgie von RIAS Berlin. Sehr viel positiver reagierte dafür der damalige Abteilungsleiter des Unterhaltungs-Programm Hans Rosenthal, dessen serienerprobte Redaktion sich dieses neuen Vorhabens sehr gerne annahm. Nun fehlte noch der geeignete und interessierte Regisseur. Michael Koser trat an mich heran und überzeugte mich sehr schnell von seiner Idee. Wir beide kannten uns als Autor/Regisseur-Gespann à la Holmes/Watson, Miss Marple/Mr. Stringer oder ähnliches. Jetzt galt es, die Protagonisten für die Hauptrollen (Professor van Dusen und Hutchinson Hatch) zu finden. Die Wahl fiel nach einiger Überlegung auf Friedrich W. Bauschulte, damals Ensemble-Mitglied des inzwischen längst geschlossenen Schiller-Theaters und außerdem „die Stimme“ einiger prominenter Schauspieler in der Synchronisations-Arbeit. Er wurde Prof. Dr. Dr. Dr. Augustus van Dusen, genannt Die Denkmaschine; Klaus Herm, zunächst tätig beim Schiller-Theater, dann als freier Schauspieler, wurde Hutchinson Hatch, der rasende Reporter des Daily New Yorker, van Dusens ständiger Begleiter und Assistent sowie akribischer Chronist der Abenteuer seines berühmten Professors.“

„Unser Produktions-Team wuchs nach relativ kurzer Zeit zu einem sehr gut eingespielten Ensemble zusammen, zu dem von Anfang an ein festes technisches Team gehörte, das im Laufe der Jahre nur wenig verändert wurde. Kurz nach dem Start der Serie stieß Sylvia Rauer zu uns, zuerst als Regie-Assistentin und inzwischen als unentbehrliche Co-Regisseurin. Einige der damals in der allerersten Zeit unter großem zeitlichen Stress und in Improvisationslaune produzierten Hörspiele gehören auch heute noch zu meinem Lieblingskrimis, so zum Beispiel Whisky in den Wolken oder Rotes Blut und weißer Käse. Dieses Hörstück war auch der Beginn eines immer wichtiger werdenden Musikanteils. Der in den Schweizer Alpen spielende Krimi war ausschließlich mit Madrigal-Musik angereichert, für die damalige Zeit eine sehr ungewöhnliche Wahl, da die durchschnittliche Krimi-Musik sich eher im Tatort-Genre bediente. Die Van Dusen-Musik hat inzwischen eine eigene Fan-Gemeinde gefunden, die ihre Interessen Hand in Hand mit dem seit Jahren in Berlin bestehenden Van Dusen-Fan-Club vertritt. Immer wieder wurde ich gebeten, für eingefleischte Fans die Quellen der Soundtrack-Musiken anzugeben oder Soundtracks zusammenzustellen. Leider: Es gibt keine Soundtracks von Van-Dusen-Krimis. Die Quellen sind hingegen jedermann zugänglich: Es ist das, was wir ganz allgemein mit „Klassischer Musik“ bezeichnen. Wir benutzen also keine eigens komponierte Musik, aber die ist immer, zumeist aufwendig, bearbeitet. Und sie gehört zum Text, der sie inspiriert hat. Ohne den Text verliert sie wahrscheinlich entscheidend an Wirkung.“

Seit Oktober 2010 werden die digital remasterten Folgen auf CD und als Download in der Reihenfolge der Produktion veröffentlicht (siehe obige Tabelle), zuerst durch Folgenreich, ein zur Universal Music Group gehörendes Hörspiellabel. Die Vertriebsrechte hatte zuvor das Label Highscore Music erworben. Nach dem Erscheinen der ersten acht Folgen kündigten beide Labels im Januar 2013 an, dass alle weiteren Folgen zukünftig ohne Folgenreich direkt im Vertrieb von Highscore Music erscheinen werden. Am Ende jeder Folge ist ein Kommentar von Autor Michael Koser und Regisseur Rainer Clute hinzugefügt, in dem Hintergründe und Anekdoten zur jeweiligen Produktion berichtet werden.
Seit dem Ende mit Folgenreich werden die Hörspiel-CDs durch Winterzeit Audiobooks HS und Tonpool vertrieben, die zuvor bei Folgenreich erschienenen CDs wurden als Neuauflage erneut herausgebracht. Der digitale Vertrieb erfolgt durch Highscore Music, die Rechte werden dem Maritim-Verlag zugeordnet – beide Labels gehören Sebastian Pobot.
Seit 2019 hat der Maritim-Verlag angefangen, die ersten Folgen dauerhaft auf YouTube zu veröffentlichen (zusammen mit anderen Hörspielen, deren Vertriebsrechte Maritim hat). Am 31. Dezember 2020 strahlte Deutschlandfunk Kultur die beiden ersten Fälle Eine Unze Radium und Das sicherste Gefängnis der Welt erneut aus und stellte diese dauerhaft online. Seitdem wird jeden Monat ein weiterer Fall online gestellt.

### Kontroverse
1980 lehnte der RIAS die Ausstrahlung des 17. Falls der Reihe (Zwei Leichen im Orient-Express) ab, da der Plot zu makaber sei. Dazu Autor Michael Koser:

„Meine damalige Redakteurin im RIAS, an sich dem Professor und mir sehr gewogen (…), wollte aus geschmacklichen und ästhetischen Gründen nicht akzeptieren, daß das Opfer nicht nur ermordet, sondern auch verspeist wurde. Sie ging zu ihrem Chef, der auch was gegen Kannibalismus im Krimi-Hörspiel hatte, der ging zum Programmdirektor, und nach längerem Hin und Her wurde entschieden: Das Manuskript wird abgelehnt und nicht produziert. In aller Eile erdachte und schrieb ich für van Dusen ein Ersatz-Abenteuer, ‚Das Gefängnis des Grafen Dracula‘.“

Daraufhin produzierte der WDR das Hörspiel, allerdings in umgearbeiteter Form, da der Name Professor van Dusen aus lizenzrechtlichen Gründen nicht verwendet werden konnte. Die Folge wurde zu einer Sherlock-Holmes-Parodie mit dem Titel Das schaudererregende Abenteuer im Orient-Express, man benannte die Protagonisten um in Shylock Homes (die van-Dusen-Rolle, diesmal gesprochen von Klaus Herm) und Dr. Watts (Michael Thomas). Eine kommerzielle Veröffentlichung erfolgte 1994.

### Weitere Fälle

#### Professor van Dusen im Spukhaus
Professor van Dusen im Spukhaus ist ein unvollendeter Van-Dusen-Fall. Der Autor veröffentlichte das dazugehörige Exposé und das unvollendete Manuskript auf seiner Website.
Die erste Folge der neuen Serie basiert auf dieser Geschichte (→ siehe Folgen).

#### Der allerletzte Van-Dusen-Fall: Hutchinson Hatch und die Stimme aus dem Jenseits
Hutchinson Hatch und die Stimme aus dem Jenseits ist eine Anfang Mai 1916 spielende Prosa-Erzählung von Michael Koser aus dem Jahre 2009.
Er bezeichnet sie auch als Der allerletzte Van-Dusen-Fall:

„Für mich ist die Geschichte der würdige Abschluß der langen, erfolgreichen Reihe um Professor van Dusen. Ich hoffe, ich enttäusche die Fans nicht zu sehr, wenn ich hier kategorisch feststelle: Weitere Van-Dusen-Fälle wird es nicht geben. Die Chronik ist abgeschlossen – mit dem Professor bin ich fertig.“

## Professor van Dusen: Die neuen Fälle
Im März 2015 kündigten Allscore und Highscore Music die Produktion von neuen Professor van Dusen-Folgen an. Bei der Nummerierung wurde wieder von vorne angefangen, auch gestalterisch unterscheiden sich die Folgen von den bisherigen Wiederveröffentlichungen. Neben anderen Hauptsprechern ist auch das Produktionsteam ein anderes als bei den Radiohörspielen, lediglich Autor Michael Koser war wieder beteiligt. Koser ist jedoch nicht mehr alleiniger Autor der neuen Fälle. In der Vergangenheit hatte er immer wieder betont, die Reihe sei mit dem Ende der Radiohörspiele abgeschlossen. Die erste Folge erschien im April 2015. Im Oktober 2019 kündigte Koser an, sich aus zeitlichen Gründen nicht mehr an der weiteren Entwicklung der Reihe zu beteiligen.

### Trivia
In den neuen Folgen kommt es bei den Handlungszeiträumen, wie sie in den Hörspielen genannt sind, zu einem Konflikt mit den alten Folgen. So beginnt der Fall „Professor van Dusen in der Totenvilla“ am 25. Juni 1904, während der Handlungszeitraum von der alten Folge „Zocker, Zossen und Zinnober“ vom 21. bis 26. Juni 1904 geht (vom 24. Juni 1904 drei Tage in die Vergangenheit und zwei Tage in die Zukunft).

### Folgen
| Nr. | Nr. (Fälle inkl. Originalserie) | Zeitrahmen der Handlung   | Titel                                                | Autor                     | Veröffentlichung |
| --- | ------------------------------- | ------------------------- | ---------------------------------------------------- | ------------------------- | ---------------- |
| 01  | 10a                             | Ab dem 25.04.1901         | Professor van Dusen im Spukhaus                      | Marc Freund               | 02.04.2015       |
| 02  | 62a                             | Ab dem 31.10.1904         | Professor van Dusen reitet das trojanische Pferd     | Michael Koser             | 21.07.2015       |
| 03  | 06a                             | April 1900                | Professor van Dusen taut auf                         | Marc Freund               | 25.09.2015       |
| 04  | 15a                             | Ab dem 13.06.1902         | Professor van Dusen jagt einen Schatten              | Bodo Traber               | 27.11.2015       |
| 05  | 12a                             | Ab dem 13.10.1901         | Professor van Dusen und das Haus der 1.000 Türen     | Marc Freund               | 26.02.2016       |
| 06  | 22a                             | Ab dem 19.10.1902         | Professor van Dusen schlägt sich selbst              | Eric Niemann              | 27.05.2016       |
| 07  | 05b                             | 31.12.1899 bis 01.01.1900 | Professor van Dusen zündet ein Feuerwerk             | Eric Niemann              | 09.09.2016       |
| 08  | 06b                             |                           | Professor van Dusen und der erfundene Tod            | Marc Freund               | 18.11.2016       |
| 09  | 05c                             | Ab dem 01.01.1900         | Professor van Dusen setzt auf Mord                   | Marc Freund               | 24.02.2017       |
| 10  | 29a                             | Frühsommer 1903           | Professor van Dusen kauft die Katze im Sack          | Bodo Traber               | 26.05.2017       |
| 11  | 06c                             | Ab dem 21.07.1900         | Professor van Dusen in der Höhle des Löwen           | Marc Freund               | 15.09.2017       |
| 12  | 26a                             | März 1903                 | Professor van Dusen fährt Achterbahn                 | Marc Freund               | 24.11.2017       |
| 13  | 12b                             | November 1901             | Professor van Dusen spielt Theater                   | Eric Niemann              | 23.03.2018       |
| 14  | 39a                             |                           | Professor van Dusen geht ein Licht auf               | Marc Freund               | 15.06.2018       |
| 15  | 53a                             | Ab dem 25.06.1904         | Professor van Dusen in der Totenvilla                | Marc Freund               | 14.09.2018       |
| 16  | 04a                             | August 1899               | Professor van Dusen nimmt die Beichte ab             | Marc Freund               | 23.11.2018       |
| 17  | 64a                             | Ab dem 3.12.1904          | Professor van Dusen setzt die Segel                  | Marc Freund               | 15.03.2019       |
| 18  | 02a                             | Ab dem 12.11.1898         | Professor van Dusen und der lachende Mörder          | Marc Freund               | 14.06.2019       |
| 19  | 53b                             | Ab dem 27.06.1904         | Professor van Dusen legt einen Köder aus             | Marc Freund               | 27.09.2019       |
| 20  | 05a                             | Am 24.12.1899             | Professor van Dusens Weihnachtsgeschichte            | Marc Freund               | 29.11.2019       |
| 21  | 13a                             | Ab dem 15.02.1902         | Professor van Dusen zählt nach                       | Marc Freund               | 27.03.2020       |
| 22  | 06d                             | Juli 1900                 | Professor van Dusen bittet zum Tanz                  | Marc Freund               | 19.06.2020       |
| 23  | 70b                             | Ab dem 09.04.1905         | Professor van Dusen und die Witwentröster von Bombay | Marc Freund               | 25.09.2020       |
| 24  | 31a                             | 15. bis 17.07.1903        | Professor van Dusen und die Regenbogenmorde          | Marc Freund               | 20.11.2020       |
| 25  | 76a                             | Ab dem 20.02.1906         | Professor van Dusen und der lange Weg nach Oz        | Marc Freund               | 26.03.2021       |
| 26  | 5d                              | Ab dem 07.03.1900         | Professor van Dusen bietet mehr                      | Marc Freund               | 25.06.2021       |
| 27  |                                 | Juli 1904                 | Professor van Dusen im schwarzen Tann                | Stephanie Pelzer-Bartosch | 17.09.2021       |
| 28  | 57a                             | Anfang August 1904        | Professor van Dusen auf den Spuren der Blutgräfin    | Marc Freund               | 19.11.2021       |
| 29  | 12c                             | Ende 1901                 | Professor van Dusen packt die Koffer                 | Marc Freund               | 08.04.2022       |
| 30  | 19a                             | ab dem 21.07.1902         | Professor van Dusen auf Wolke sieben                 | Marc Freund               | 24.06.2022       |
| 31  | 21a                             | ab dem 15.08.1902         | Professor van Dusen hört das Gras wachsen            | Marc Freund               | 30.09.2022       |
| 32  | 24a                             | ab dem 24.12.1902         | Professor van Dusen auf dem Abstellgleis             | Marc Freund               | 02.12.2022       |
| 33  | 68a                             |                           | Professor van Dusen ringt mit dem Löwenrudel         | Maureen Butcher           | 31.03.2023       |
| 34  | 70a                             |                           | Professor van Dusen klopft auf Holz                  | Andreas Masuth            | 16.06.2023       |
| 35  | 19b                             | Ende Juli 1902            | Professor van Dusen wirbelt Staub auf                | Marc Freund               | 22.09.2023       |
| 36  | 33a                             | August 1903               | Professor van Dusen räumt auf                        | Marc Freund               | 24.11.2023       |
| 37  | 36a                             | Ab dem 04.10.1903         | Professor van Dusen zürnt den Göttern                | Marc Freund               | 08.03.2024       |
| 38  | 40a                             | Ab dem 31.12.1903         | Professor van Dusen nimmt ein Bad in der Menge       | Maureen Butcher           | 14.06.2024       |
| 39  |                                 | Frühjahr 1900             | Professor van Dusen auf Jungfernfahrt                | Stephanie Pelzer-Bartosch | 13.09.2024       |

## Sherlock Holmes & Co
In der seit 2010 produzierten Hörspielreihe „Sherlock Holmes & Co“, einer Hommage an Sherlock Holmes, spielen in einigen Folgen Professor van Dusen und Hutchinson Hatch anstelle von Sherlock Holmes und Dr. Watson mit. Auch hier fungiert Hutchinson Hatch gleichzeitig als Erzähler. Für die Sprecher wurden Martin Keßler als Professor S.F.X. van Dusen und Norbert Langer als Hutchinson Hatch ausgewählt. Die Hörspiele werden von Romantruhe/Rough Trade Distribution veröffentlicht. Die Van-Dusen-Fälle werden auf Grundlage von den Original-Kurzgeschichten von Jacques Futrelle geschrieben und orientieren sich stärker an dem Original. Autor Markus Winter sagte in einem Interview:

„Futrelle hat, damals im Fahrwasser der Holmeswelle, sehr schöne, klassische Detektivgeschichten mit der Denkmaschine verfasst. Koser hat hauptsächlich eigene Stories geschrieben. Und seine Weiterentwicklung des van Dusen hat auch nur noch sehr, sehr wenig mit dem Original zu tun.“

Bisherige Folgen mit Professor van Dusen im Rahmen von Sherlock Holmes & Co:
| Nr. | Nr. (Im Rahmen von Sherlock Holmes & Co) | Titel                                | Autor            | CD-Veröffentlichung |
| --- | ---------------------------------------- | ------------------------------------ | ---------------- | ------------------- |
| 01  | 02                                       | Der zerbrochene Armreif              | Jacques Futrelle | 24.09.2010          |
| 02  | 04                                       | Der verfluchte Gong                  | Jacques Futrelle | 11.03.2011          |
| 03  | 06                                       | Der überflüssige Finger              | Jacques Futrelle | 31.05.2013          |
| 04  | 07                                       | Die Tragödie von Birlstone (1. Teil) | Markus Winter    | 28.02.2014          |
| 05  | 08                                       | Loge 341 (2. Teil)                   | Markus Winter    | 28.02.2014          |
| 06  | 10                                       | Der Griff des Todes                  | Jacques Futrelle | 01.08.2014          |
| 07  | 13                                       | Das flammende Phantom                | Jacques Futrelle | 30.01.2015          |
| 08  | 18                                       | Die Geisterfrau                      | Jacques Futrelle | 18.09.2015          |
| 09  | 21                                       | Botschaft aus dem Totenreich         | Jacques Futrelle | 15.01.2016          |
| 10  | 24                                       | Der grinsende Gott                   | Jacques Futrelle | 17.06.2016          |
| 11  | 29                                       | Der Schrecken vom Central Park       | Jacques Futrelle | 25.11.2016          |
| 12  | 34                                       | Das Haus der Verdammten              | Jacques Futrelle | 24.11.2017          |
| 13  | 38                                       | Der Schwarze Tod                     | Markus Duschek   | 08.06.2018          |
| 14  | 40                                       | Zirkus des Verbrechens               | Markus Duschek   | 31.08.2018          |
| 15  | 43                                       | Der Rachegeist von Sing Sing         | Markus Duschek   | 25.01.2019          |
| 16  | 47                                       | Todesmelodie                         | Markus Duschek   | 06.09.2019          |
| 17  | 49                                       | Fahrstuhl zum Mord                   | Markus Duschek   | 24.01.2020          |
| 18  | 52                                       | Boten der Angst                      | Markus Duschek   | 08.05.2020          |
| 19  | 54                                       | Tod vor laufender Kamera             | Markus Duschek   | 28.08.2020          |
| 20  | 57                                       | Der König von New York               | Markus Duschek   | 27.11.2020          |
| 21  | 59                                       | Dein Freund und Helfer               | Markus Duschek   | 29.01.2021          |
| 22  | 63                                       | Verhängnisvolle Hoffnung             | Markus Duschek   | 20.08.2021          |
| 23  | 65                                       | Heim der Phantome                    | Markus Duschek   | 03.12.2021          |
| 24  | 69                                       | Der Schatz der toten Seelen          | Markus Duschek   | 09.12.2022          |
| 25  | 73                                       | Der letzte Flug                      | Markus Duschek   | 18.08.2023          |
| 26  | 77                                       | Edler Pesthauch                      | Markus Duschek   | 12.04.2024          |
| 27  | 81                                       | Versuchung                           | Markus Duschek   | 27.12.2024          |
| 28  | 85                                       | Das Rätsel der Bleikammern           | Markus Duschek   | 27.06.2025          |

## Die Denkmaschine. Die enigmatischen Fälle des Prof. Augustus S.F.X. van Dusen
Im Jahr 2020 kündigte Winterzeitstudios an, eine eigene Professor-van-Dusen-Serie zu starten, die zunächst aus sechs Folgen bestehen sollte. Die Veröffentlichung der ersten Folge erfolgte am 11. Dezember 2020.
| Nr. | Titel                             | CD-Veröffentlichung |
| --- | --------------------------------- | ------------------- |
| 1   | Der unterbrochene Funktelegraph   | 11.12.2020          |
| 2   | Das Rätsel von ZELLE 13           | 25.01.2021          |
| 3   | Das verlassene Haus               | 05.03.2021          |
| 4   | Der Blutsauger von London         | 12.06.2021          |
| 5   | Die Versteckte Million            | 05.09.2021          |
| 6   | Die drei Mäntel                   | 07.11.2021          |
| 7   | Das Rätsel des gestohlenen Rubens | 28.10.2022          |
| 8   | Der Mann ohne Erinnerung          | 20.01.2023          |
| 9   | Das Geisterauto                   | 14.04.2023          |
| 10  | Das perfekte Alibi                | 12.01.2024          |
| 11  | Das Motorboot                     | 24.05.2024          |
| 12  | Die Kristallkugel                 | 08.11.2024          |
| 13  | Die verhängnisvolle Chiffre       | 07.02.2025          |
| 14  | Das verschwundene Collier         | 20.06.2025          |

## Van Dusen - Holysoft Produktion
Im Jahr 2022 begann Holysoft mit der Veröffentlichung einer eigenen „Van-Dusen“-Hörspielreihe. Die Reihe verpflanzt dabei den Charakter des Professor Van Dusen in die Gegenwart.
| Nr. | Titel                                | Digitale Veröffentlichung (voraussichtlich) |
| --- | ------------------------------------ | ------------------------------------------- |
| 1   | Der süße Duft des Todes              | 01.01.2022                                  |
| 2   | Dunkle Pfade I                       | 01.02.2022                                  |
| 3   | Dunke Pfade II                       | 01.03.2022                                  |
| 4   | Der Käfig                            | 01.04.2022                                  |
| 5   | Sturmnacht I                         | 15.04.2022                                  |
| 6   | Sturmnacht II                        | 05.05.2022                                  |
| 7   | Höllenfahrt                          | 01.06.2022                                  |
| 8   | Das Netz der falschen Witwe          | 01.07.2022                                  |
| 9   | Tatsächlich ... Mord!                | 01.08.2022                                  |
| 10  | Die Party des Jahres                 | 01.09.2022                                  |
| 11  | Engel der Rache                      | 01.10.2022                                  |
| 12  | Mörder unter sich                    | 01.11.2022                                  |
| 13  | Mordsdilemma                         | 01.12.2022                                  |
| 14  | Vom Leben und Sterben                | 01.01.2023                                  |
| 15  | Tod eines Bastards                   | 01.02.2023                                  |
| 16  | Weiße Kittel - Rotes Blut            | 01.03.2023                                  |
| 17  | Wir jagten Mister Noir               | 01.04.2023                                  |
| 18  | Schlafende Hunde                     | 01.05.2023                                  |
| 19  | Kammerspiel                          | 01.06.2023                                  |
| 20  | Haben Sie Vernon gesehen             | 01.07.2023                                  |
| 21  | Das Van Dusen Gambit                 | 01.08.2023                                  |
| 22  | Beim ersten Spatenstich              | 01.09.2023                                  |
| 23  | Was wirklich mit Judy geschah        | 01.10.2023                                  |
| 24  | Der schwarze Turm                    | 01.11.2023                                  |
| 25  | Quo Vadis, Augustus?                 | 01.12.2023                                  |
| 26  | Das Kuckucksei                       | 01.01.2024                                  |
| 27  | Ihr letzter Tanz                     | 01.02.2024                                  |
| 28  | Freunde fürs Sterben                 | 01.03.2024                                  |
| 29  | Abgründe                             | 01.04.2024                                  |
| 30  | Das Ende, das ein Anfang war         | 01.05.2024                                  |
| 31  | Das letzte Geheimnis der TITANIC     | 01.06.2024                                  |
| 32  | Mord am Lake                         | 01.07.2024                                  |
| 33  | Verzockt                             | 01.08.2024                                  |
| 34  | Die Mörderin                         | 01.09.2024                                  |
| 35  | Die Schatulle                        | 01.10.2024                                  |
| 36  | Der Schlüssel                        | 01.11.2024                                  |
| 37  | Zahltag                              | 01.12.2024                                  |
| 38  | Heilende Hände                       | 01.01.2025                                  |
| 39  | Der letzte Fahrgast                  | 01.02.2025                                  |
| 40  | Countdown                            | 01.03.2025                                  |
| 41  | Die Schwestern des Lichts            | 01.04.2025                                  |
| 42  | Reise in den Tod                     | 01.05.2025                                  |
| 43  | Charonion                            | 01.06.2025                                  |
| 44  | Die mysteriösen Studien des Dr. Drum | 01.07.2025                                  |
| 45  | Blick durch das Fenster              | 01.08.2025                                  |
| 46  | Niemand verlässt dieses Haus         | 01.09.2025                                  |
| 47  | Die Foyle - Tragödie                 | 01.10.2025                                  |
| 48  | Der Pfad der Götter                  | 01.11.2025                                  |
| 49  | Spurensuche                          | 01.12.2025                                  |
| 50  | Schwarze Stunden                     | 01.01.2026                                  |
| 51  | Barfuß in den Tod                    | 01.02.2026                                  |
| 52  | Am Rande der Wahrheit                | 01.03.2026                                  |

## Comic-Reihe
Die „Professor van Dusen“-Comic-Reihe ist eine Adaption einiger Hörspiele als Comic mit den Texten von Michael Koser und Zeichnungen von Gerd Pircher.
Von 2004 bis 2006 wurden die Comics zunächst im Wunderland-Verlag publiziert. Der erste Band Professor van Dusen gegen das Phantom existierte anfangs nur als auf 1000 Exemplare limitierte Fanausgabe, war dann aber seit Dezember 2005 auch regulär im Handel erhältlich. Der im Juni 2005 herausgekommene zweite Band Der Fluch des Pharao erschien dagegen von Anfang an regulär. Der dritte Band Professor van Dusen und der Leichenräuber kam schließlich im März 2006 auf den Markt. Seit dem Erscheinen des vierten Bandes Prof. van Dusen trifft Kaiser Wilhelm im Januar 2007 wird die Reihe von den Autoren als Print On Demand im Selbstverlag herausgebracht, die mittlerweile vergriffenen ersten drei Bände wurden wieder aufgelegt. Gegenstand des fünften Bandes ist der Fall Prof. van Dusen und der schwarze Ritter; er ist im Mai 2008 erschienen. Das sechste Comicalbum Doktor Tschu Man Fu ist seit Juni 2010 erhältlich. Die siebte Folge der Reihe (Januar 2012) widmet sich dem Fall Zwei Leichen im Orient-Express, dessen Originalskript ursprünglich vom RIAS abgelehnt und dann in veränderter Form vom WDR produziert wurde (→ siehe Kontroverse).
- Prof. van Dusen gegen das Phantom (Die Denkmaschine, 1). Wunderland, Nordenham 2005, ISBN 3-933683-45-9.
- Der Fluch des Pharaos (Die Denkmaschine, 2). Wunderland, Nordenham 2005, ISBN 3-933683-46-7.
- Prof. van Dusen und der Leichenräuber (Die Denkmaschine, 3). Wunderland, Nordenham 2006, ISBN 3-933683-47-5.
- Prof. van Dusen trifft Kaiser Wilhelm (Die Denkmaschine, 4). (Selbstverlag).
- Prof. van Dusen und der schwarze Ritter (Die Denkmaschine, 5). (Selbstverlag).
- Doktor Tschu Man Fu (Die Denkmaschine, 6). (Selbstverlag).
- Zwei Leichen im Orient-Express (Die Denkmaschine, 7). (Selbstverlag).
- Professor van Dusen im Wilden Westen (Die Denkmaschine, 8) Leipzig : Kult Comics, ISBN 978-3-96430-046-1.
- Professor van Dusen treibt den Teufel aus (Die Denkmaschine, 9) Leipzig : Kult Comics, ISBN 978-3-96430-224-3

Acht der neun erschienenen Bände basieren auf den gleichnamigen Episoden der Hörspielreihe.

### Sammelbände
2016 erschienen die bis dato sieben Bände in zwei Sammelbänden im Comicverlag Kult Comics von Comic Combo Leipzig.
- Die Denkmaschine – Die spannendsten Fälle des Professor van Dusen, Integral 1 (Comic-Fälle 1–4). Kult Comics, 2016, ISBN 3-9817960-4-7.
- Die Denkmaschine – Die spannendsten Fälle des Professor van Dusen, Integral 2 (Comic-Fälle 5–7). Kult Comics, 2016, ISBN 3-9817960-5-5.

### Kurzgeschichte
Zum Gratis Comic Tag 2017 steuerte Kult Comics die Kurzgeschichte Professor van Dusen findet den Ring des Polykrates bei. Das Comicheft mit einem Making-of gab es an dem Tag kostenlos bei Comic-Händlern, es ist nicht im regulären Handel erhältlich.

### Folgen-Streams
- Deutschlandfunk Kultur: Van-Dusen-Portal mit gesammelten Folgen, wird monatlich als Dauer-Onlinearchiv fortgeführt.
- Maritim Verlag auf YouTube (Klassiker-Folgen): Eine Unze Radium, Das sicherste Gefängnis der Welt und Mord bei Gaslicht
- Maritim-Verlag auf YouTube (Neue Fälle): Professor van Dusen im Spukhaus und Professor van Dusen reitet das trojanische Pferd